# Leandro Barbosa
Leandro Mateus "Leandrinho" Barbosa (São Paulo, 28 de noviembre de 1982) es un exjugador y entrenador de baloncesto brasileño que disputó 14 temporadas en la NBA. Con 1,92 metros de estatura, jugaba en la posición de escolta. Actualmente es entrenador asistente de los Sacramento Kings.

## Carrera

### Profesional

#### Brasil
Barbosa comenzó su carrera en el Palmeiras de segunda división a los 17 años. Dirigido por el futuro seleccionador de la selección brasileña Lula Ferreira, disputó el Campeonato Paulista. 
Al año siguiente, promedió 14,2 puntos y fue traspasado en 2001 al Baura Tilibra, donde fue nombrado Rookie del Año al promediar 15,8 puntos, 6,4 asistencias y 1,7 robos de balón. 
En su segunda temporada en el Baura Tilibra aumentó hasta los 28,2 puntos, segunda mejor marca en la historia de la liga tras Oscar Schmidt, 7 asistencias y 4 rebotes por partido.
Con 19 años, fue el jugador más joven en la plantilla que Brasil presentó en el Mundial de Indianápolis de 2002.

#### NBA
Fue seleccionado por Chicago Bulls en la 28.ª posición del Draft de 2003, traspasando sus derechos a Phoenix Suns por una futura primera ronda de draft. El 5 de enero de 2004 batió el récord de puntos anotados por un rookie en su primer partido como titular en la historia de los Suns al conseguir 27 ante Chicago Bulls. Finalizó la temporada promediando 7.9 puntos y 2.4 asistencias en 70 partidos. En su segunda campaña en los Suns se mantuvo alrededor de los números que firmó en su primer año en la liga, dando un salto de calidad en la temporada 2005-06 al promediar 13.1 puntos, 2.6 rebotes y 2.8 asistencias. El 3 de agosto de 2006 firmó con los Suns un contrato de cinco años y 33 millones de dólares.
Sin embargo, su explosión se produjo en su cuarta campaña en la liga, la 2006-07. Barbosa se adaptó a la perfección al papel de sexto hombre estelar en el equipo de Mike D'Antoni. Sus números fueron 18.1 puntos, 4 asistencias y 2.4 rebotes, ganando el premio al Mejor Sexto Hombre de la NBA. En la primera ronda de playoffs ante Los Angeles Lakers, promedió 21.3 puntos en los cinco partidos de la serie.
El 11 de julio, fue traspasado a Toronto Raptors a cambio de Hidayet Türkoğlu.
El 15 de marzo de 2012, fue enviado a Indiana Pacers a cambio de una elección de segunda ronda.
El 17 de octubre de 2012, firma con los Boston Celtics. Jugando la mitad de la temporada 2012-2013 de la NBA por los Boston Celtics donde se lesiona obligándolo a perder el resto de la temporada. El 21 de febrero de 2013 es traspasado a los Washington Wizards por Jordan Crawford, este trato se hizo ya que los Washington Wizards tenían problemas monetarios con respecto a la próxima temporada de Jordan Crawford en Washington.
En septiembre de 2014, fichó por los Golden State Warriors. Barbosa ganó su primer campeonato NBA con los Warriors tras derrotar a Cleveland Cavaliers en las Finales de la NBA de 2015 (4-2). El 13 de julio de 2015, Barbosa volvió a firmar con los Warriors.
El 19 de julio de 2016, tras dos temporadas se desvincula de los Warriors y firma por tercera vez con Phoenix Suns.

#### Vuelta a Brasil
El 17 de noviembre de 2017, Barbosa vuelve a Brasil y firma con Franca BC.
El 13 de diciembre de 2018, Barbosa firma con Minas TC brasileño.

### Entrenador
El 14 de septiembre de 2020, se anuncia su retirada del baloncesto profesional, vuelve a Estados Unidos y se establece dentro del equipo técnico de los Golden State Warriors.
Tras la consecución del título de 2022, se marcha a los Sacramento Kings, para ser asistente técnico de Mike Brown.

## Estadísticas de su carrera en la NBA
|  | Denota temporada en la que ganó el Campeonato de la NBA |

### Temporada regular
| Año     | Equipo       | PJ  | PT  | MPP  | %TC  | %3P  | %TL  | RPP | APP | ROB | TPP | PPP  |
| ------- | ------------ | --- | --- | ---- | ---- | ---- | ---- | --- | --- | --- | --- | ---- |
| 2003-04 | Phoenix      | 70  | 46  | 21.4 | .447 | .395 | .770 | 1.8 | 2.4 | 1.3 | .1  | 7.9  |
| 2004-05 | Phoenix      | 63  | 6   | 17.3 | .475 | .367 | .797 | 2.1 | 2.0 | .5  | .1  | 7.0  |
| 2005-06 | Phoenix      | 57  | 11  | 27.9 | .481 | .444 | .755 | 2.6 | 2.8 | .8  | .1  | 13.1 |
| 2006-07 | Phoenix      | 80  | 18  | 32.7 | .476 | .434 | .845 | 2.7 | 4.0 | 1.2 | .2  | 18.1 |
| 2007-08 | Phoenix      | 82  | 12  | 29.5 | .462 | .389 | .822 | 2.8 | 2.6 | .9  | .2  | 15.6 |
| 2008-09 | Phoenix      | 70  | 11  | 24.4 | .482 | .375 | .881 | 2.6 | 2.3 | 1.2 | .1  | 14.2 |
| 2009-10 | Phoenix      | 44  | 5   | 17.9 | .425 | .324 | .877 | 1.6 | 1.5 | .5  | .3  | 9.5  |
| 2010-11 | Toronto      | 58  | 0   | 24.1 | .450 | .338 | .796 | 1.7 | 2.1 | .9  | .1  | 13.3 |
| 2011-12 | Toronto      | 42  | 0   | 22.5 | .436 | .360 | .835 | 1.9 | 1.5 | .9  | .2  | 12.2 |
| 2011-12 | Indiana      | 22  | 0   | 19.8 | .399 | .424 | .758 | 2.2 | 1.5 | .9  | .0  | 8.9  |
| 2012-13 | Boston       | 41  | 2   | 12.5 | .430 | .383 | .756 | 1.1 | 1.4 | .4  | .1  | 5.2  |
| 2013-14 | Phoenix      | 20  | 0   | 18.4 | .427 | .280 | .795 | 1.9 | 1.6 | .3  | .2  | 7.5  |
| 2014-15 | Golden State | 66  | 1   | 14.9 | .474 | .384 | .784 | 1.4 | 1.5 | .6  | .1  | 7.1  |
| 2015-16 | Golden State | 68  | 0   | 15.9 | .462 | .355 | .839 | 1.7 | 1.2 | .6  | .1  | 6.4  |
| 2016-17 | Phoenix      | 67  | 0   | 14.4 | .439 | .357 | .889 | 1.6 | 1.2 | .5  | .1  | 6.3  |
| Total   | Total        | 850 | 112 | 21.6 | .459 | .387 | .821 | 2.0 | 2.1 | .8  | .1  | 10.6 |

### Playoffs
| Año   | Equipo       | PJ  | PT | MPP  | %TC  | %3P  | %TL  | RPP | APP | ROB | TPP | PPP  |
| ----- | ------------ | --- | -- | ---- | ---- | ---- | ---- | --- | --- | --- | --- | ---- |
| 2005  | Phoenix      | 12  | 0  | 9.7  | .343 | .400 | .500 | 1.4 | 1.0 | .2  | .0  | 2.5  |
| 2006  | Phoenix      | 20  | 3  | 31.6 | .470 | .391 | .862 | 1.6 | 2.7 | .8  | .2  | 14.2 |
| 2007  | Phoenix      | 11  | 1  | 31.7 | .405 | .305 | .718 | 3.5 | 2.2 | 1.1 | .2  | 15.8 |
| 2008  | Phoenix      | 5   | 1  | 28.6 | .345 | .222 | .909 | 4.0 | 1.8 | .6  | .0  | 10.4 |
| 2010  | Phoenix      | 16  | 0  | 15.6 | .417 | .343 | .708 | 1.3 | 1.3 | .3  | .1  | 7.2  |
| 2012  | Indiana      | 11  | 0  | 20.3 | .370 | .150 | .500 | 2.2 | 1.3 | .5  | .1  | 5.7  |
| 2015  | Golden State | 21  | 0  | 10.9 | .443 | .348 | .818 | 1.3 | .9  | .3  | .0  | 5.0  |
| 2016  | Golden State | 23  | 0  | 11.0 | .580 | .393 | .762 | 1.2 | .7  | .5  | .0  | 5.6  |
| Total | Total        | 119 | 5  | 18.5 | .437 | .332 | .770 | 1.7 | 1.4 | .5  | .1  | 8.0  |

## Selección nacional
Ha participado en cinco Campeonatos Mundiales de baloncesto (2002, 2006, 2010, 2014, 2019), posee el récord de participaciones junto con varios jugadores.